# Atoma (Album)
Atoma ist das elfte Studioalbum der schwedischen Melodic-Death-Metal-Band Dark Tranquillity. Es erschien am 4. November 2016 über Century Media.

## Entstehung
Ursprünglich wollte die Band bereits im Januar 2016 mit den Aufnahmen beginnen, doch die Musiker waren der Meinung, dass sie noch weiter an den neuen Lieder arbeiten müssten. Dieser Prozess wiederholte sich mehrere Male bis man sich dazu entschloss, sich selbst eine Deadline aufzuerlegen. Ebenfalls im Januar 2016 verließ das Gründungsmitglied Martin Henriksson die Band. Der Bassist hatte nach eigener Aussage „die Lust an der Musik verloren“. Laut Sänger Mikael Stanne war Henrikssons Ausstieg ein schwerer Schlag für die Band, da Henriksson sehr viel Musik schrieb. Stanne ergänzte, dass Henriksson nach seinem Ausstieg zum Manager der Band wurde.
Zunächst hatten die Musiker große Bedenken bezüglich der neuen Lieder, da man bereits am elften Studioalbum der Band arbeitete und sich nicht wiederholen wollte. Die neuen Lieder sollten laut Stanne „frisch und anders klingen“. Erst als die ersten Lieder fertig waren erledigte sich dieses Problem von selbst. Die meisten Lieder auf Atoma wurden vom Schlagzeuger Anders Jivarp geschrieben. Gitarrist Niklas Sundin und Keyboarder Martin Brändström schrieben laut Stanne je zwei bis drei Lieder, die sich von den bisher von der Band veröffentlichten Liedern unterscheiden. Insgesamt schrieb die Band etwa zwanzig Lieder für das Album, von denen zwölf für das Album verwendet wurden. Laut Stanne verbrachte die Band den Großteil des Jahres mit den Feinarbeiten an diesen zwölf Liedern, die für das Album vorgesehen waren.
Neuer Bassist wurde Anders Iwers, der zuvor unter anderem bei Tiamat, Ceremonial Oath oder In Flames spielte. Iwers half Dark Tranquillity zuvor seit Herbst 2015 bei Konzerten aus und wurde Anfang Oktober 2016 als festes Bandmitglied vorgestellt. Die Rhythmusgitarre wurde von Jens Florén eingespielt. Aufgenommen wurde das Album im Studio Rogue Music in Göteborg, dass vom Keyboarder Martin Brändström betrieben wird. Die Aufnahmen fanden mitten im Sommer statt, was laut Mikael Stanne aufgrund der fehlenden Fenster im Studio „stressig und verworren“ war. Gemischt wurde Atoma von David Castillo. Das Albumcover wurde vom Gitarristen Niklas Sundin erstellt.

## Veröffentlichung
Neben der regulären CD-Version erschien das Album auch als limitiertes Mediabook. Dieses Mediabook enthält eine Bonus-CD mit den Titeln The Absolute und Time Out of Place. Darüber hinaus erschien das Album auf LP auf schwarzem Vinyl. In verschiedenen Regionen der Welt wurden des Weiteren limitierte LP-Versionen auf verschiedenfarbigem Vinyl veröffentlicht. Für das Lied The Pitiless wurde ein Musikvideo gedreht, dass die Band bei einem Auftritt beim Turock-Festival in Essen zeigt. Ein animiertes Musikvideo wurde für das Titellied erstellt. In der Nähe der nordschwedischen Stadt Kiruna drehte die Band ein drittes Musikvideo für das Lied Forward Momentum. Regie führte dabei der ehemalige Sentenced-Schlagzeuger Vesa Ranta. Am 24. März 2017 veröffentlicht die Band eine 7"-Single mit den Titeln The Absolute und Time Out of Place. Beide Titel waren zuvor nur auf dem limitierten Mediabook erhältlich. Die 7"-Single wird in vier verschiedenen Farben angeboten und ist auf insgesamt 1.000 Exemplare limitiert.

## Hintergrund
Der Idee zum Albumtitel Atoma kam dem Gitarristen Niklas Sundin, als er mit Mikael Stanne über die Texte redete. Sundin vertrat die Meinung, dass das Album den Kern von dem sei, was die Menschen ausmachen. Darüber hinaus blickten beide auf die Bandgeschichte zurück und waren der Meinung, dass trotz einiger Besetzungswechsel der Kern der Band immer noch spürbar wäre.
Viele der vom Sänger Mikael Stanne verfassten Texte des Albums kommen vom Gefühl der Frustration und der Hoffnungslosigkeit. Er fühlt sich oftmals wütend und frustriert und wünschte, dass er etwas gegen die Dinge tun könnte, die diese Emotionen in ihm hervorrufen. Weitere Themen in den Texten sind neben negativen Emotionen auch Enttäuschungen durch gewisse Mitmenschen.

„Grundsätzlich geht es um die Quelle menschlicher Konflikte. Es handelt von den Beweggründen jedes Einzelnen. Was bringt Leute dazu, schlimme Dinge zu tun? Wie lebt man damit weiter?“

Ein Beispiel für diese Thematik ist das Lied When the World Screams. Bei dem Lied stellt Stanne die Frage, ob die Menschheit in Anbetracht der zahlreichen Konflikte der Gegenwart schon einmal weiter gewesen sein, sich aber zurück entwickelt haben könnte. In Faithless by Default befasst sich Stanne mit dem Thema Glauben und dem menschlichen Bedürfnis danach.

„Statt herauszufinden, wie die Welt funktioniert, geben sich die meisten Menschen lieber dieser kleinen Geschichte hin und begründen damit alles, was in der Welt passiert. Warum? Weil es viel einfacher ist. Das macht es aber noch lange nicht richtig oder wahr oder die Welt zu einem besseren Ort.“

## Rezeption

### Rezensionen
Das deutsche Magazin Metal Hammer kürte Atoma zum „Album des Monats“. Sebastian Kessler hob das „Miteinander aus zackigen Riffs und Gitarrenharmonien, Keyboard-Melodien, Electronica und wunderbar natürlich klingenden Drums hervor“, das so „prächtig funktioniert wie Mikael Stannes angriffslustiges Gebrüll und leidender Klargesang“. Zwar „weiß man seit Jahren, was man bei der Band bekommt und doch können Dark Tranquillity Album für Album neu begeistern“. Kessler vergab sechs von sieben Punkten. Für Haris Durakovic vom Onlinemagazin Powermetal.de greift Dark Tranquillity auf Atoma auf „die Höhepunkte ihrer Karriere zurück“. Das Album bietet „eine bunte Melange aus Nackenbrechern, verträumten Stücken bis hin zu Goth-Rock-lastigem wie den Titelsong“. Die Band „verteidigt erfolgreich den Thron des melodischen Death Metal“, wofür Durakovic neun von zehn Punkten vergab. Ronny Bittner vom deutschen Magazin Rock Hard lobte die Band zwar dafür, dass sie ihren mit Construct eingeschlagenen neuen Songwritingansatz „noch konsequenter umsetzen würden und die Arrangements offener und straffer gestalten“. Allerdings würden dem Album „über einige Strecken die wirklich packenden Refrains fehlen“, wofür es 7,5 von zehn Punkte gab.

### Auszeichnungen
Das Album wurde für den schwedischen Musikpreis Grammis in der Kategorie Hard Rock/Metal nominiert. Der Preis ging allerdings an die Band Ghost. Das Onlinemagazin Dead Rhetoric wählte Atoma zum besten Album des Jahres 2016, während das finnische Magazin Inferno das Album zum besten internationalen Album des Jahres 2016 kürte.

## Chartplatzierungen
| ChartsChartplatzierungen | Höchstplatzierung | Wochen |
| ------------------------ | ----------------- | ------ |
| Deutschland (GfK)        | 23 (2 Wo.)        | 2      |
| Österreich (Ö3)          | 40 (1 Wo.)        | 1      |
| Schweden (GLF)           | 2 (2 Wo.)         | 2      |
| Schweiz (IFPI)           | 36 (1 Wo.)        | 1      |